# Иностранная поддержка сторон во время вторжения России на Украину (с 2022 года)
Во время вторжения России на Украину (с 2022 года) Украина и Россия начали получать поддержку третьих стран и организаций. Она включала поставки вооружений и техники, обучение солдат и специалистов, в случае России — также отправку своих бойцов либо организацию наёмников для участия во вторжении.

## Иностранная поддержка Украины

### Политическая поддержка
В первые часы после начала вторжения Владимир Зеленский попросил поддержки у президента США Джо Байдена и других мировых лидеров. В последующие месяцы мировое сообщество оказывало Украине военную помощь на миллиарды долларов.
26 апреля 2022 года во время встречи представителей союзных Украине государств на авиабазе «Рамштайн» была учреждена Контактная группа по обороне Украины, ставшая механизмом для координации военной помощи. К февралю 2023 года в состав группы входили 54 государства.
На полях вильнюсского саммита НАТО в июне 2023 года государства Большой семёрки и Украина подписали Совместную Декларацию о поддержке Украины. Она оговаривала, в числе прочего, гарантии снабжения Украины современной военной техникой для военно-воздушных и военно-морских сил, обучения военнослужащих Вооружённых сил Украины, передачи разведывательной информации и защиты от кибератак. В дальнейшем к ней присоединились Дания, Швеция, Норвегия, Финляндия, Нидерланды, Исландия, Португалия, Испания, Греция, Румыния, Чехия, Ирландия, Бельгия, Северная Македония, Болгария, Эстония, Латвия, Литва, Люксембург, Черногория и частично признанная Республика Косово.

### Военно-оперативная поддержка
В апреле 2022 года был создан центр по координации поставок военной помощи Украине. Сначала он базировался в штаб-квартире Европейского командования США в Штутгарте (Германия). Через некоторое время штаб продолжил работу в Висбадене.
Позже на базе логистического центра был создан оперативный штаб, который анализировал спланированные операции ВСУ и то, что для них необходимо по стандартам НАТО. В этом штабе планировали операции, проводили военные игры, формировали потребности для ВСУ и передавали их в Вашингтон и европейские столицы.
Американская база в немецком Висбадене предоставляла ВСУ координаты российских войск на российской территории. Операция называлась Task Force Dragon, ее задача заключалась в том, чтобы компенсировать преимущество России в живой силе и вооружении. Ежедневно американские и украинские военные определяли приоритетные цели, разведчики изучали спутниковые снимки, радиоизлучения и перехваченные сообщения, чтобы найти российские позиции, координаты которых затем передавали ВСУ.
Около десятка американских военных советников работали в Киеве. Позже группа расширилась до трех десятков человек, а военным советникам в результате разрешили отправиться в украинские командные пункты, расположенные ближе к местам боевых действий. 
В 2022 году штаб американского ВМС разрешил давать ВСУ данные для ударов морскими дронами по российским военным кораблям. ЦРУ позволило поддерживать украинские операции в Черном море у берегов Крыма.
Подготовка контрнаступления ВСУ летом 2023 года была спланирована в Висбадене, где партнеры провели военные учения и согласовали стратегию.

### Поставки оружия и боеприпасов
Поставки вооружений на Украину начались ещё до начала полномасштабного вторжения. Перед вторжением и после его начала поставки состояли в основном из пехотного оружия — переносных противотанковых и зенитных ракетных комплексов, а также различных военных грузов — прежде всего боеприпасов, амуниции, медицинских комплектов, приборов ночного видения. После начала битвы за Донбасс Украина начала запрашивать у союзников более тяжёлые вооружения. К июлю 2023 года номенклатура поставляемого вооружения включала десятки наименований, среди которых передавались либо готовились к передаче:
- танки, включая Т-72 от Польши и Чехии, PT-91 от Польши, «Леопард-2» от Германии и Испании, «Челленджер 2» от Великобритании, M1 «Абрамс» от США[8][9];
- боевые машины пехоты, включая БМП-1 от Польши, Pbv 501A от Чехии[7], M2 «Брэдли» от США[8], AMX-10RC от Франции, YPR-765 от Нидерландов, «Мардер» от Германии, Strf 90 от Швеции[9];
- бронетранспортёры и бронемашины, включая M113 от США и Дании[7], Stryker[8], M1117 Armored Security Vehicle, M1114 HMMWV Humvee и International MaxxPro от США, FV103 Spartan, FV104 Samaritan, FV105 Sultan, FV430, Mastiff, Wolfhound и Husky от Великобритании, VAB и ACMAT Bastion от Франции, LAV ACSV Super Bison и Roshel Senator от Канады, XA-180 от Финляндии, Bushmaster от Австралии, MOWAG Piranha III от Дании, BMC Kirpi от Турции, Dingo ATF от Германии, URO VAMTAC от Испании[7][9];
- системы ПВО, включая С-300 от Словакии, «Пэтриот» от США, Германии и Нидерландов, FSAF SAMP/T от Франции и Италии, NASAMS, M1097 Avenger и FIM-92 Stinger от США, IRIS-T и «Гепард» от Германии, Aspide от Италии, MIM-23 Hawk от Испании, Crotale и Мистраль от Франции, Stormer HVM, Starstreak и LMM Martlet от Великобритании, Piorun от Польши, RBS 70 от Швеции, Bofors L70 от Литвы[8][9];
- артиллерийские системы, включая M270 MLRS от Германии, Норвегии, Италии и Великобритании, M142 HIMARS, M119 и M224 от США, LRU, CAESAR и MO-120-RT61 от Франции, RM-70 и vz.77 «Дана» от Чехии, «Град», AHS Krab, 2С1 и LMP-2017 от Польши, PzH 2000 от Германии и Нидерландов, M109 от США и Норвегии, Panzermörser M113 от Германии, Zuzana от Словакии, AS-90 и L119 от Великобритании, Archer от Швеции, M777 от США, Канады и Австралии, FH70 от Италии, OTO Melara Mod 56 от Испании, Д-30 от Эстонии, M60CMA от Болгарии, 20N5 от Азербайджана, 120 KRH 92 от Финляндии[7][8][9];
- ПТРК и гарнатомёты, включая FGM-148 Javelin, BGM-71 TOW, M141 и Mk 19 от США, NLAW от Великобритании, Grg m/48 от Швеции, «Матадор» и M320 от Германии, RGP-40 от Польши[9];
- ракетное вооружение, включая Brimstone от Великобритании, Zuni, GLSDB, AGM-88 HARM от США, RBS-17 от Швеции[9];
- БПЛА и авиация, включая Bayraktar TB2 от Турции, Ми-17В-5, RQ-20 Puma, Switchblade и Phoenix Ghost от США, Warmate от Польши, Heidrun от Дании[7][9];
- корабли и катера, включая тральщики-искатели мин типа «Сэндаун» от Великобритании, патрульные катера Sea Ark Dauntless, суда SURC и катера PBR от США[9].

Согласно данным исследования Kiel Institute for the World Economy, в котором были проанализированы поставки с 24 января 2022 года по 31 мая 2023 года, наибольшим донором вооружений и амуниции стали США, поставившие помощи на 46,56 миллиарда долларов США. Кроме них, значительные поставки осуществили следующие организации и государства: Европейский союз — 29,84 миллиарда долларов США; Германия — 8,15 миллиарда долларов США; Великобритания — 7,15 миллиарда долларов США; Польша — 3,26 миллиарда долларов США; Нидерланды — 2,7 миллиарда долларов США; Дания — 1,71 миллиарда долларов США; Канада — 1,63 миллиарда долларов США; Швеция — 1,62 миллиарда долларов США; Финляндия — 1,21 миллиарда долларов США. В то же время, по данным Стокгольмского института исследования проблем мира, в 2022 году Украина получила от США меньше вооружений чем Кувейт, Саудовская Аравия, Катар и Япония. Это объяснялось тем, что полученные Украиной американские вооружения в основном были бывшими в употреблении и относительно менее современными. Ряд европейских стран использовали схожую стратегию: они поставляли Украине вооружения советских времён, а взамен закупали современные натовские вооружения.
В 2023 году немецкий концерн Rheinmetall и турецкая компания Baykar начали строить заводы для производства вооружений непосредственно на Украине.

### Обучение военнослужащих
В июне 2022 года британской стороной была начата операция «Interflex», целью которой стала подготовка 10 000 украинских военнослужащих до конца 2022 года. Помимо Великобритании в этой операции приняли участие Австралия, Румыния, Швеция, Финляндия, Дания, Литва, Канада, Нидерланды, Норвегия и Новая Зеландия, направившие своих инструкторов в британские тренировочные лагеря. К ноябрю 2023 года в её рамках было подготовлено 30 000 военнослужащих.
В августе 2022 года Канадой была возобновлена и продлена до 2026 года операция «Unifier». В её рамках пять учебных миссий в Великобритании, Польше и Латвии производили обучение новобранцев, подготовку боевых медиков, обучение военнослужащих бронетанковых подразделений, сапёрную подготовку и обучение лидерству младших офицеров (совместно с Латвией).
В ноябре 2022 года свою миссию по военной помощи Украине (EUMAM) запустил Европейский союз. Она была рассчитана на 2 года индивидуального, коллективного и специализированного обучения служащих Вооружённых сил Украины на территории стран Евросоюза и первоначально предполагала подготовку 30 000 украинских военнослужащих.
По данным Генштаба Вооружённых сил Украины на 21 ноября 2023 года, в тренировочных центрах более чем 30 государств-партнёров прошли подготовку более 100 000 украинских военнослужащих.

## Иностранная поддержка России

### Участие Белоруссии
В начале вторжения Белоруссия предоставила России свою территорию, транспортную инфраструктуру, госпитали и жилые общежития в приграничных районах, для поддержки российской наступательной группировки и атак на украинскую территорию. Также белорусская пропаганда была синхронизирована с российской. Одновременно с этим белорусская армия создавала непосредственную угрозу Украине возможностью своего вторжения на Волынском направлении.

### Помощь в вербовке наёмников и отправка военнослужащих
В 2017 году часть подразделений Вооружённых сил частично признанной Южной Осетии была включена в состав российской армии. Южноостетинские военнослужащие в составе 4-й военной базы ВС РФ начали участвовать в боевых действиях с марта 2022 года. Их участие в войне официально поддерживалось руководством Южной Осетии. Также южные осетины привлекались к формированию резервных батальонов, включая батальон «Алания».
Официально Вооружённые силы частично признанной Республики Абхазия не были отправлены в Украину и в боевых действиях с 2014 года принимали участие только абхазские «добровольцы» в составе подразделения «Пятнашка», однако осенью 2022 года появились свидетельства о том, что на Украине действовали официальные абхазские силовые структуры.
Ряд международных СМИ и Сирийский центр мониторинга за соблюдением прав человека (SOHR) сообщали об участии в боевых действиях регулярных подразделений сирийского правительства Башара Асада либо сформированных при его участии формирований из сирийских наёмников. Заявления о «сирийских добровольцах» также звучали и в рамках российской пропаганды. По данным SOHR 260 офицеров 25-й дивизии специального назначения, бригады Аль-Кудс, батальонов БААС и 5-го добровольческого штурмового корпуса Сирийских арабских вооружённых сил, находящихся в подчинении правительства Асада, в середине марта 2022 года участвовали в разведывательном туре на восток Украины, после чего активизировались курсы военной подготовки для сирийцев, завербованных для участия в боевых действиях на Украине. Различные источники сообщали о начале использования сирийцев в зоне боевых действий либо с конца весны, либо с осени 2022 года. По данным, озвученным изданию Middle East Eye официальным представителем сирийского правительства, на ноябрь 2022 года на Украине погибло не менее 50 сирийцев.
В октябре 2022 года The New York Times, Институт изучения войны и Daily Mirror, а также официальные представители Украины, США и Канады сообщили о развёртывании иранских инструкторов из Корпуса стражей исламской революции (КСИР) в Крыму. Их появление совпало с активизацией использования иранских беспилотников в ударах по Украине. В то же время, по данным, озвученным официальным представителем Государственного департамента США Джоном Кёрби, «иранцы разместили в Крыму инструкторов и техподдержку, но пилотированием занимаются россияне». Согласно информации, опубликованной в The Jerusalem Post, уже в октябре иранцы понесли первые потери.
Кроме того, по данным ряда СМИ, бывших высокопоставленных чиновников силовых структур Исламской Республики Афганистан и действующих представителей правительства «Талибана», Иран в интересах России начал вербовку бывших коммандос Афганской национальной армии, ранее обученых США и их союзниками. По их данным, Ираном, Россией и ЧВК «Вагнер» было принято совместное решение воспользоваться тяжёлым положением афганских коммандос, укрывающихся в Иране после захвата власти в Афганистане «Талибаном» в 2021 году.
Также, согласно информации, озвученной одним из бывших лидеров ливанской «Хезболлы» шейхом Аббасом аль-Джаухари в интервью «Meduza» в конце 2022 года, это движение, тесно сотрудничающее с Ираном, возможно, направило в расположение российских войск в Украине группу высококвалифицированных спецназовцев, которые должны были «поближе изучить» современную военную технику.
Турецкие СМИ в марте 2022 утверждали, что на стороне РФ воевали 400 боевиков Рабочей партии Курдистана и YPG. Журналист TRT Сертак Аксан писал, что Россия вербовала их, обещая зарплату за 1300 долларов в месяц и что семьям погибших террористов будет выдано 5000 долларов.
В то же время такие дружественные России страны как Казахстан и Куба официально пресекали работу российских сетей вербовки на своей территории. Индия и Непал обратились к России с просьбой перестать вербовать их граждан, выдать тела погибших и вернуть всех ранее записавшихся в российские вооружённые структуры непальских наёмников. По данным МИД Индии, на январь 2025 года известно 126 случаев службы индийцев в вооружённых силах РФ, из них 12 человек погибли и 18 пропали без вести.

### Поставки оружия и боеприпасов
По данным ряда международных СМИ, правительств государств — членов НАТО и Украины, Иран с конца лета 2022 года начал поставлять России ударные БПЛА, в числе которых: Qods Mohajer-6, Shahed 129, Shahed 131, Shahed 136, Shahed 191 и Arash 2. Через некоторое время он также приступил к поставкам амуниции фирмы Milad, патронов, снарядов, артиллерийских ракет Arash, баллистических ракет Fateh-110 и Zolfaghar. Россия и Иран на официальном уровне отрицали любые обвинения в использовании российскими войсками иранских дронов. Однако их применение россиянами подтверждалось как фотографическими доказательствами, данными судебно-медицинской экспертизы, наряду с данными разведок и сообщениями СМИ, так и, отчасти, непосредственно заявлениями иранских и российских чиновников. В связи с этим рядом государств были выдвинуты обвинения в нарушении Ираном и Россией санкций ООН.
По данным ряда международных СМИ, осенью 2022 года Россия и Иран заключили соглашение о строительстве завода БПЛА непосредственно в России. Позже эта информация была подтверждена Исполнительным офисом президента США, который опубликовал спутниковые снимки объекта, возводящегося в особой экономической зоне «Алабуга» в Татарстане.
В сентябре 2022 года США рассекретили разведданые и официально обвинили Северную Корею в продаже оружия России и нарушении эмабарго ООН. Также о поставках северокорейского оружия России заявили официальные представители Великобритании, Украины, Южной Кореи и Японии. По данным правительств США и Южной Кореи, а также расследований международных СМИ, поставки включали: винтовки и пулеметы, включая Тип 73, ПТРК, включая Bulsae-4, ракеты для ПЗРК, боеприпасы для танков Т-серии, 152-мм и 122-мм артиллерийские снаряды, артиллерию, включая гаубицы Д-30, САУ М1978 «Коксан», РСЗО М1991, ракеты R-122 HE-FRAG с взрывателями F-122, баллистические ракеты малой дальности, включая Hwasong-11. По данным американской стороны, в конце сентября 2022 года Россия находилась «в процессе закупки миллионов ракет и артиллерийских снарядов у Северной Кореи для использования в Украине». Уже в конце октября 2023 года глава МИД Литвы Габриэлюс Ландсбергис заявлял о поставке из КНДР в Россию 350 000 артиллерийских снарядов, что превышало количество снарядов, поставленных Украине Европейским союзом. В начале ноября 2023 года южнокорейская разведка заявляла о поставках более 1 000 000 северокорейских артиллерийских снарядов в Россию за 3 месяца. КНДР и Россия на официальном уровне отрицали любые обвинения в поставках оружия России.
По данным некоторых мьянманских СМИ, во время визита первого заместителя командующего Сухопутными войсками России генерал-полковника Алексея Кима в Нейпьидо в декабре 2022 года обсуждался план России по закупке боеприпасов мьянманского производства. Уже в июле 2023 года Ukraine Weapons Tracker отмечал использование российскими войсками мьянманских боеприпасов, включая 120-мм фугасные миномётные снаряды 120ER. Также, по данным «Нихон кэйдзай симбун», Россия, возможно, реимпортировала детали для танков и ракет, которые были экспортированы в Мьянму, чтобы улучшить свое старое вооружение — «Уралвагонзавод», производящий танки для российской армии, 9 декабря 2022 года импортировал военную продукцию от армии Мьянмы на 24 миллиона долларов США.
Белоруссия официально поставляет вооружения России. По данным белорусских мониторинговых групп и активистов, в Россию, в числе прочего, отправлялись расконсервированные танки Т-72А, грузовики «Урал» и боеприпасы.
В сентябре 2024 года в российских войсках на Украине были замечены китайские бронеавтомобили ZFB-05. Ранее советник президента США по национальной безопасности Джейк Салливан отметил, что Китай делает многое для «подпитки» военной машины России, «не поставляя оружие напрямую, а предоставляя ресурсы для российской оборонно-промышленной базы».

### Поставки продукции двойного назначения
Согласно публикации Financial Times, основанной на открытых данных, при транзите через Россию в 2022 году в Армению, Казахстан и Киргизию было «утеряно» товаров двойного назначения на сумму в более 1 млрд $. Это происходило в условиях роста торговли ЕС с этими странами «до беспрецедентного уровня». Позже радио «Свобода» опубликовало расследование, в котором продемонстрировало, что киргизские и казахстанские компании поставляют технологии двойного назначения российским фирмам. В июне 2023 года Казахстан официально подтвердил поставки товаров двойного назначения «сотнями» казахских компаний в Россию, однако также заявил об ограничении для 38 кодов товарной номенклатуры (104 вида товаров) с целью соблюдения наложенных на Россию санкций. В то же время в отношении киргизских компаний, обвинённых в участии в обходе санкций, США ввели санкции: в мае — против компании Tro.Ya, в июле — ещё против 4 компаний. После введения санкций Центр по исследованию коррупции и организованной преступности опубликовал расследование, согласно которому незадолго до публикации американских санкций Правительство Киргизии перестало публиковать статистику внешней торговли и закрыло данные по обороту санкционной продукции, чем могло способствовать нарушению антироссийских санкций.
В марте 2023 года издание Politico, ссылаясь на полученные им торговые и таможенные данные, сообщило, что китайские компании, в том числе государственные, отправляли российским организациям в 2022 году штурмовые винтовки CQ-A (помеченные в данных как «гражданские охотничьи ружья»), бронежилеты, запчасти для БПЛА и другие товары двойного назначения как напрямую, так и через Турцию и ОАЭ. В комментарии «Киодо Цусин» источники в администрации США подтвердили, что китайские боеприпасы использовались на полях сражений в Украине и выпущены они были, вероятно, российскими войсками. Однако они не смогли подтвердить, были ли боеприпасы поставлены Китаем. В июле 2023 года журналисты Politico опубликовали расследование, в котором выяснили, что сумма поставок товаров военного назначения (в их числе дроны, каски, бронежилеты) из Китая в Россию превысила 100 000 000 долларов США, а непосредственно экспорт кевлара для бронежилетов вырос на 70 % от довоенного времени и превысил 225 000 000 долларов США. В то же время экспорт военной продукции на Украину из Китая сократился на 61 % и, по данным расследования, составлял менее 5 000 000 долларов США. Согласно опубликованному докладу американской разведки, поставки включали как нелетальную помощь, такую как обмундирование, так и ключевые технологии двойного назначения, включая беспилотники, запчасти к ним, детали истребителей, навигационное оборудование и антирадары.
По данным расследования «Нихон кэйдзай симбун», опубликованного 21 июля 2023 года, Мальдивы стали вторым после Китая (включая Гонконг) поставщиком полупроводников американского производства в Россию. Ссылаясь на российские таможенные данные, полученные от индийской исследовательской фирмы Export Genius, издание указало на то, что в течение года после вторжения около 400 000 полупроводников американского производства на общую сумму 53,6 миллиона долларов были отправлены в Россию через Мальдивы. Записи за год до вторжения не показывали аналогичных поставок.

#### Обучение военнослужащих
Иран, согласно данным международных СМИ и правительства США, приступил к обучению российских операторов БПЛА на своей территории в июле 2022 года. Уже в октябре 2022 года появилась информация о развёртывании иранских инструкторов на оккупированных Россией территориях. В феврале 2024 года — об участии КСИР и бойцов «Хезболлы» в подготовке российских солдат и сирийских наёмников на территории Сирии.
Белоруссия, в рамках развёртывания Региональной группировки войск Белоруссии и России, с октября 2022 года приступила к обучению мобилизованных российских солдат на своей территории.
КНДР, по данным южнокорейской разведки на начало ноября 2023 года, направила в Россию советников по использованию поставляемых ею боеприпасов.